# Werner Enke
Werner Enke, als Drehbuchautor auch unter dem Pseudonym Peter Schlieper (* 25. April 1941 in Berlin), ist ein deutscher Schauspieler und Autor.

## Leben
Enke wuchs in Göttingen auf und zeichnete als Zehnjähriger seine ersten Daumenkinos. Nachdem er 1960 von den Schauspielschulen in Berlin und München abgelehnt worden war, nahm er Privatunterricht an der Schauspielschule Ruth von Zerboni und schrieb sich an der Universität München für Theaterwissenschaften, Französisch und Germanistik ein. 1965 lernte er Klaus Lemke und seine spätere Lebensgefährtin May Spils kennen, die bei Zur Sache, Schätzchen und Enkes folgenden Filmen Regie führen sollte.
Nach zwei Kurzfilmen mit der Gruppe um Spils und Lemke hatte Enke 1966 einen Auftritt in Volker Schlöndorffs Mord und Totschlag, in dem die von ihm dargestellte Figur bereits nach wenigen Minuten erschossen wurde. Seine erste Hauptrolle in einem Langfilm spielte er 1967 in Mit Eichenlaub und Feigenblatt unter der Regie von Franz-Josef Spieker.
Berühmt wurde er durch den Film Zur Sache, Schätzchen  (1968), in dem er an der Seite von Uschi Glas spielte. Auch der nächste Film, Nicht fummeln, Liebling, wieder mit May Spils als Regisseurin, wurde ein großer Publikumserfolg. Mit den folgenden Filmen, handwerklich immer routinierter, konnte Enke nicht an die früheren Erfolge anknüpfen. Sein letzter Film, Mit mir nicht, Du Knallkopp, den Enke selbst produzierte, wurde schon nach wenigen Tagen mangels Zuschauerresonanz aus den Kinos genommen. Weitere Filmprojekte scheiterten am Fehlen finanzieller Mittel.
Für seine darstellerische Leistung in Zur Sache, Schätzchen erhielt Enke das Filmband in Gold und zusammen mit May Spils ein weiteres Filmband in Gold für die Dialoge. Die Kategorie „Dialoge“ wurde eigens für diesen Film eingerichtet, und es wurde später nie wieder ein Preis darin vergeben. Für die komödiantische Darstellung in Nicht fummeln, Liebling erhielten Enke, der als Hauptdarsteller und Drehbuchautor agierte, und Spils 1970 den Ernst-Lubitsch-Preis.
Enke entwickelte in seinen Filmen eine eigene Art von Humor, die von schlagfertiger Lakonik und Sprachwitz geprägt ist, Autoritäten verspottet und das eigene Scheitern auf selbstironische Weise thematisiert. Einige von Enkes saloppen Aussprüchen gingen in die Umgangssprache ein, etwa „’s wird böse enden“ oder „Kerzen aus! Hier wird nicht gezündelt!“ Auch die aufkommende Popularität des Wortes „fummeln“ im Sinne von „hantieren“, aber auch von „sexuell erregende Berührungen austauschen“ ist seinem Schaffen zu verdanken.
Ab 1985 zog sich Enke aus der Öffentlichkeit zurück. Erst 2003 trat er wieder in Erscheinung, als er eine Sammlung eigener Cartoons unter dem Titel Es wird böse enden veröffentlichte. Am 12. November 2010 gab er dem Göttinger Tageblatt eines seiner seltenen Interviews. Im Jahr 2022 veröffentlichte er eine Neuauflage von Es wird böse enden mit dem bis dahin unveröffentlichten Daumenkino Der Hammerwerfer. 2023 stellte er in München erstmals eigene Landschaftsgemälde aus, die er als „Hobbyismus“ bezeichnet.
Enke lebt zusammen mit der Regisseurin May Spils in München-Schwabing und auf einem Bauernhof in Twistringen bei Bremen.

## Trivia
Die Band Die Liga der gewöhnlichen Gentlemen widmete Enke 2014 das Lied Kennst Du Werner Enke?, zu dem auch ein Musikvideo gedreht wurde und das als Singleauskopplung erschien.

## Filmografie (Auswahl)
- 1965: Kleine Front (Kurzfilm, Regie: Klaus Lemke)
- 1966: Henker Tom (Kurzfilm, Regie: Klaus Lemke)
- 1966: Manöver (Kurzfilm, Regie: May Spils)
- 1966: Mord und Totschlag (Regie: Volker Schlöndorff)
- 1967: Mit Eichenlaub und Feigenblatt (Regie: Franz-Joseph Spieker)
- 1968: Zur Sache, Schätzchen (Regie: May Spils)
- 1968: Zuckerbrot und Peitsche
- 1970: Nicht fummeln, Liebling (Regie: May Spils)
- 1974: Hau drauf, Kleiner (Regie: May Spils)
- 1979: Wehe, wenn Schwarzenbeck kommt (Regie: May Spils)
- 1983: Mit mir nicht, du Knallkopp (Regie: May Spils)
- 2004: Wohnhaft (Dokumentarkurzfilm, Regie: Bernhard Marsch)
- 2005: Werner Enke, 2004 (Dokumentarfilm, Regie: Werner Enke)
- 2016: Bunt Film Nr. 15 - Werner Enke: Die Verfolgung (Animationskurzfilm, Regie: Werner Enke)
- 2021: ENKE - Ausgebufft und Abgelatscht (Dokumentarfilm, Regie: Bernhard Marsch)

## Buchveröffentlichungen
- Es wird böse enden - Enkes Sprechmännchen. München 2003, entstanden aus dem Daumenkino in Zur Sache, Schätzchen, ISBN  3-88897-325-2.
- Es wird böse enden, Neuauflage München 2022 mit Enkes Daumenkino Der Hammerwerfer, ISBN 978-3-00-074991-9.